# Peter Quinn (Bischof)
Peter Quinn (* 17. Februar 1928 in Highgate, Westaustralien; † 23. August 2008) war ein australischer Geistlicher und römisch-katholischer Bischof von Bunbury.

## Leben
Peter Quinn empfing am 21. Dezember 1950 durch Pietro Fumasoni Kardinal Biondi, Präfekt der Kongregation für die Evangelisierung der Völker, die Priesterweihe für das Erzbistum Perth.
Papst Paul VI. ernannte ihn 1969 zum Titularbischof von Falerone und zum Weihbischof im Erzbistum Perth. Die Bischofsweihe spendete ihm der Erzbischof von Perth, Lancelot John Goody, am 27. August 1969; Mitkonsekratoren waren Francis Xavier Thomas, Bischof von Geraldton, und Myles McKeon, Bischof von Bunbury.
Am 26. Mai 1982 ernannte ihn Papst Johannes Paul II. zum Bischof von Bunbury.
Seinen vorzeitigen Rücktritt nahm Papst Johannes Paul II. am 20. Dezember 2000 an, als Apostolischer Administrator verwaltete er das Bistum bis zum Amtsantritt seines Nachfolgers Gerald Joseph Holohan am 5. September 2001.